# 嶂石岩镇
嶂石岩镇，原为嶂石岩乡，是中华人民共和国河北省石家庄市赞皇县下辖的一个乡镇级行政单位。

## 行政区划
嶂石岩镇下辖以下地区：
虎寨口村、野湖泉村、王家坪村、三六沟村、下大凡村、上大凡村、苏家台村、软枣会村和嶂石岩村。

## 中国传统村落
2013年8月，嶂石岩村获批第二批中国传统村落。